# Streptanthus fenestratus
Streptanthus fenestratus är en korsblommig växtart som först beskrevs av Edward Lee Greene, och fick sitt nu gällande namn av John Thomas Howell. Streptanthus fenestratus ingår i släktet Streptanthus och familjen korsblommiga växter. Inga underarter finns listade i Catalogue of Life.